# Aloys de Molin
Aloys de Molin, né à Lausanne le 7 mars 1861 et mort le 9 avril 1914, est un historien de l'art, enseignant, directeur de musée et écrivain vaudois.

## Biographie
Aloys de Molin fréquente le collège Galliard (1874-1877), puis le Gymnase cantonal jusqu'en 1879. Il entre ensuite à l'Académie de Lausanne, continue ses études de philologie et d'archéologie à Bâle et obtient son doctorat ès lettres auprès de l'Université de Berlin en 1884. Il séjourne ensuite à Paris où il collabore au Dictionnaire des antiquités grecques et romaines de Daremberg et Saglio, fréquente les artistes dont les Suisses, Ernest Biéler et Eugène Burnand. Après un séjour à Athènes, il rentre à Lausanne et s'installe comme professeur d'allemand et de grec au Gymnase classique. 
Nommé privat-docent d'histoire de l'art (1886-1906), puis professeur extraordinaire d'histoire de l'art et d'archéologie (1906-1914) à l'Université de Lausanne, l'État de Vaud confie à Aloys de Molin en 1894 la direction du cabinet des médailles et du musée archéologique. Aloys de Molin assurera le déménagement dans les nouveaux locaux du Palais de Rumine et la gestion de ces deux institutions jusqu'en 1914. En 1900, alors Conservateur du Musée des médailles de Sion, de Molin acquiert en cette qualité le précieux manuscrit de trois œuvres du poète Antitus Faure (1500). Il entre en 1902 dans la Commission vaudoise des monuments historiques. Membre du comité de la Société d'histoire de la Suisse romande depuis 1890, il la préside dès 1912 ; il est aussi membre de Pro Aventico et de la Société française d'archéologie. Conférencier et critique d'art reconnu, il est membre depuis 1896 de la Fondation Gottfried Keller et préside entre 1896 et 1901 la Société vaudoise des beaux-arts. 
Aloys de Molin a publié des travaux d'histoire de l'art, d'archéologie et de numismatique et collaboré à des revues suisses et étrangères. En 1904 paraît son étude sur la Fabrique de porcelaine de Nyon, en 1906 le récit de son voyage en Nubie et au Soudan avec son beau-frère Jean-Jacques Mercier-de Molin, en 1910 un roman, Le mariage de Germaine, peinture ironique des mœurs lausannoises. L’Académie française lui décerne le prix Auguste-Furtado en 1908. De son œuvre principale, l'Histoire de la peinture en Suisse, seuls les trois premiers fascicules paraîtront avant que la mort n'emporte Aloys de Molin le 29 avril 1914.

## Sources
- « Aloys de Molin », sur la base de données des personnalités vaudoises sur la plateforme « Patrinum » de la Bibliothèque cantonale et universitaire de Lausanne.
- « Aloys de Molin » dans le Dictionnaire historique de la Suisse en ligne.
- Olivier Robert, Francesco Panese, Dictionnaire des professeurs de l'Université de Lausanne dès 1890, Lausanne, 2000, p. 874
- Pascal Ruedin, Le château de la famille Mercier-de Molin à Sierre : histoire et collections d'une dynastie bourgeoise en Suisse au début du XXe siècle, Sierre, 1998
- photographie Gross, Lausanne Patrie suisse, (A. B.) 1914, no 539, p. 112